# Marcus du Sautoy
Marcus Peter Francis du Sautoym, OBE (sinh ngày 26 tháng 8 năm 1965) là người nắm giữ chức giáo sư Simonyi của ban khoa học nghiên cứu xã hội và cũng giáo sư toán học của đại học Oxford. Ban đầu ông là ủy viên của trường All Souls College, trường Wadham College và bây giờ là của trường New College (các trường đó thuộc đại học Oxford). Ông là chủ tịch của Hiệp hội toán học Anh. Trước đây, ông là thành viên truyền thông cấp cao của hội đồng nghiên cứu kĩ thuật và vật lý Anh, là một nghiên cứu viên của đại học Hoàng gia Anh.
Ở Việt Nam, ông thường được biết đến là người dẫn chương trình cho bộ phim tài liệu The Story of Maths (câu chuyện toán học) được soạn phụ đề Việt bởi Diễn đàn toán học Việt Nam. 